# Villasila de Valdavia
Villasila de Valdavia è un comune spagnolo di 98 abitanti situato nella comunità autonoma di Castiglia e León.
Il comune comprende la località di Villamelendro de Valdavia.